# WTA New Jersey 1976
Il WTA New Jersey 1976 è stato un torneo di tennis giocato sulla terra rossa. È stata la 1ª edizione del torneo, che fa parte dei Tornei di tennis femminili indipendenti nel 1976. Si è giocato ad Orange negli USA dal 23 al 30 agosto 1976.

## Campionesse

### Singolare
Marise Kruger ha battuto in finale  Lea Antonoplis-Inoye con il punteggio di 6–3, 6–2

### Doppio
- Doppio non disputato